# Amoralismus
Amoralismus je postoj, který odmítá platnost morálních zásad. Pojem vytvořil Friedrich Nietzsche, podle něhož je posláním člověka tvořit a přesahovat sám sebe, být „mostem k nadčlověku“. Tvořivý člověk žije „mimo dobro a zlo“ a jeho cesta je zápas, boj. Morálka je podle Nietzscheho příčinou západního nihilismu, který chce tvořivost omezovat podle „otrocké morálky“ těch slabých.
Názor, že štěstí pro člověka spočívá v prosazení síly, zastával podle Platóna sofista Pólos: „Zákony dávají lidé slabí a množství. Nejlepší a nejsilnější z nás od mládí jako lvíčata zotročujeme tím, že je třeba zachovávat rovnost, a to že je krása a spravedlnost. Ale náležitě od přírody nadaný muž to se sebe setřese, pošlape kejkle a zaříkadla a nepřirozené zákony,... a jako plamen vyšlehne právo přírody.“ 
Estetický amoralismus zastával například Oscar Wilde: umělec hledá a tvoří krásu, a to bez ohledu na morální pravidla.